# NCT Life韓食王挑戰記

NCT Life韓食王挑戰記的节目海报

《NCT Life韓食王挑戰記》是韓國V Live電視台的綜藝節目，由NCT出演。節目將展現NCT接受專業主廚指導下，進行韓食料理對決,同時在節目中能看見NCT各種不同的面貌，同時也向世人介紹韓食與展現韓食的魅力。